# Dzwonkówka ciemniejąca

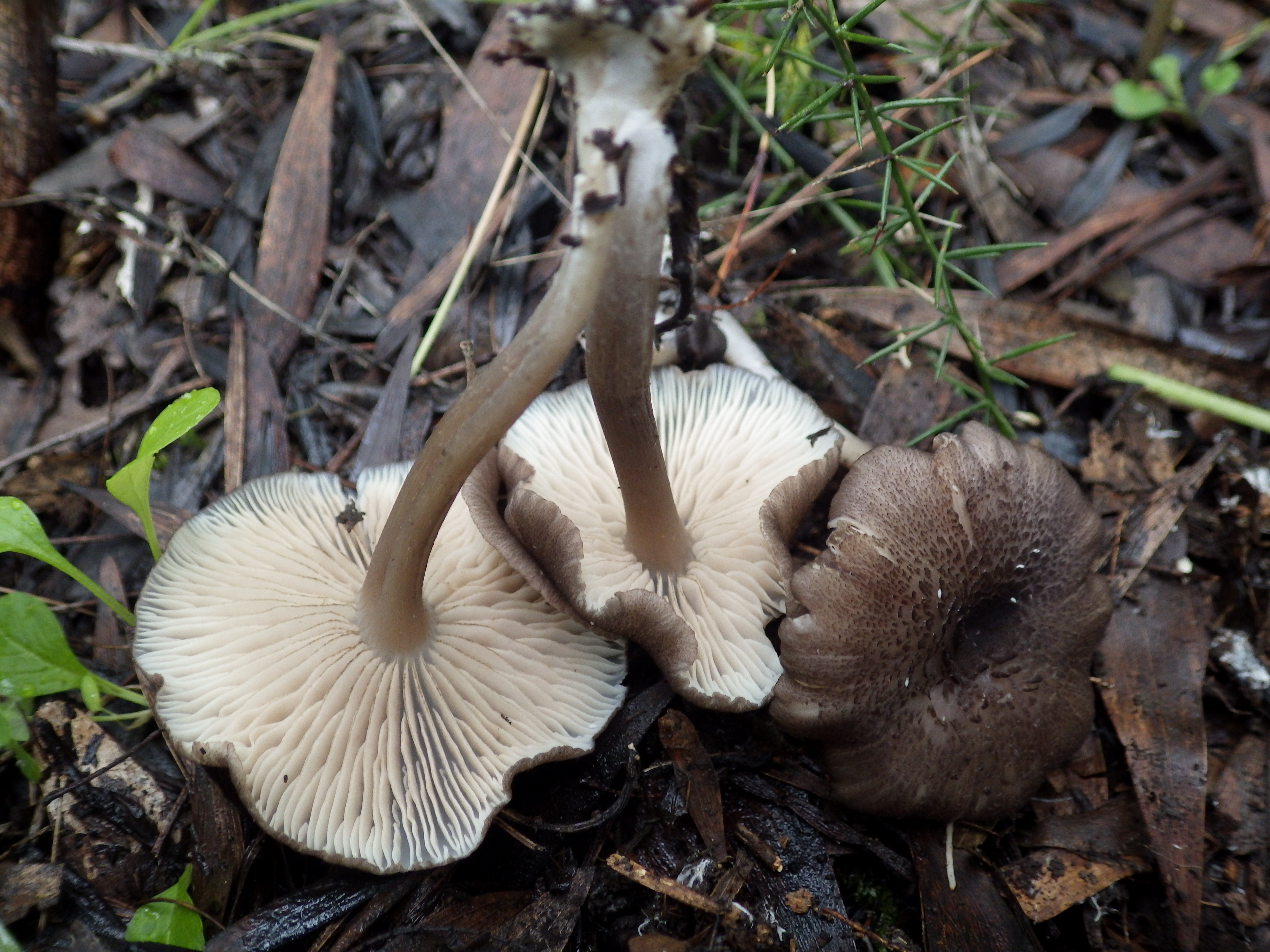

Dzwonkówka ciemniejąca (Entoloma turci (Bres.) M.M. Moser) – gatunek grzybów z rodziny dzwonkówkowatych (Entolomataceae).

## Systematyka i nazewnictwo
Pozycja w klasyfikacji według Index Fungorum: Entoloma, Entolomataceae, Agaricales, Agaricomycetidae, Agaricomycetes, Agaricomycotina, Basidiomycota, Fungi.
Po raz pierwszy opisał go w 1884 r. Giacomo Bresàdola, nadając mu nazwę Leptonia turci. W 1978 r. Meinhard Michael Moser przeniósł go do rodzaju Entoloma.
Synonimy:
- Entoloma turci var. marginatum Bon 1982
- Entoloma turci (Bres.) M.M. Moser 1978 var. turci
- Leptonia turci Bres. 1884
- Rhodophyllus turci (Bres.) Kühner & Romagn. 1953[2].

Nazwę polską zaproponował Władysław Wojewoda w 2003 r.

## Morfologia
Kapelusz
Średnica 1–4,5 cm, początkowo dzwonkowaty lub w kształcie ściętego stożka, potem wypukły, płaskowypukły, w końcu nieco lejkowaty. Brzeg początkowo lekko podgięty, potem wyprostowany i nieco pofalowany. Jest niehigrofaniczny, w stanie wilgotnym nieprzeźroczysty, prążkowany co najwyżej na samym brzegu. Powierzchnia ciemnobrązowa lub czerwonawo-brązowa, całkowicie pokryta dużymi, przylegającymi włókienkami, łuskami i wełnista. Włókienka te stopniowo, poczynając od środka łuszczą się, wskutek czego powierzchnia staje się promieniście włókienkowato-prążkowana. Często między włókienkami odsłania się miąższ.
Blaszki
W liczbie 20–35, z międzyblaszkami (l=3–7), dość gęste lub gęste, szeroko przyrośnięte, często zbiegające małym ząbkiem, brzuchate. Początkowo brązowe z różowym odcieniem, czasami z brązowawym odcieniem. Ostrza tej samej barwy lub nieco jaśniejsze.
Trzon
Wysokość 2–6 cm, grubość 2–5 mm, cylindryczny lub nieco spłaszczony, czasami nieznacznie poszerzony u podstawy, początkowo pełny, potem pusty. Powierzchnia szarobrązowa z żółtym lub czerwonawym odcieniem, zwykle bardziej blada i mniej szara, niż kapelusz, gładka, lub z kilkoma srebrzystymi, podłużnymi włókienkami, czasami z metalicznym połyskiem. Po uszkodzeniu lub z wiekiem staje się pomarańczowo czerwona. Podstawa biało filcowata.
Miąższ
Tej samej barwy co powierzchnia, u podstawy trzonu, a często również w blaszkach po uszkodzeniu stopniowo zmienia barwę na pomarańczowo-czerwoną, Bez wyraźnego zapachu i smaku.
Cechy mikroskopijne
Zarodniki 9–13,5 × 6–9 μm, w widoku z boku elipsoidalne, 5–7-kątne. Podstawki 22–45 × 7–12 μm, 4–zarodnikowe, ze sprzążkami. Cheiloystydy 25–70 × 6–7 μm, cylindryczne do maczugowatych, czasami z wewnątrzkomórkowym, brązowym pigmentem. Strzępki skórki kapelusza cylindryczne o szerokości 7–20 μm, z nabrzmiałymi maczugowato końcowymi elementami o szerokości 10–23 μm. Zawierają wewnątrzkomórkowy brązowy pigment. W tramie piękne błyszczące granulki. W strzępkach brak sprzążek.

## Występowanie i siedlisko
Znane jest występowanie dzwonkówki ciemniejącej w Europie i Ameryce Północnej. Występuje od nizin po piętro halne. W literaturze naukowej na terenie Polski do 2020 r. podano tylko jedno pewne stanowisko (Cisów 2007), na pozostałych podawanych w literaturze stanowiskach błędnie oznaczono gatunek. W latach 1995–2004 i ponownie od roku 2014 gatunek objęty ochroną częściową bez możliwości zastosowania wyłączeń spod ochrony uzasadnionych względami gospodarki rolnej, leśnej lub rybackiej.
Saprotrof. Owocniki rosną na ziemi wśród mchów i traw na słabo nawożonych, półnaturalnych użytkach zielonych, oraz wilgotnych wrzosowiskach i przybrzeżnych wydmach. Pojawiają się w małych grupkach od lipca do października.